# 19638 Джондженереід
19638 Джондженереід (19638 Johngenereid) — астероїд головного поясу, відкритий 7 вересня 1999 року.
Тіссеранів параметр щодо Юпітера — 3,335.